# Cárcar
Cárcar è un comune spagnolo di 1 265 abitanti situato nella comunità autonoma della Navarra.